# Amity (Missouri)
Amity è un villaggio degli Stati Uniti d'America, situato nello Stato del Missouri, nella contea di DeKalb.